# Torneo Clausura 2014 (Venezuela)
El Torneo Clausura 2014 (conocida como "Liga Movistar" por motivos de patrocinio) es el segundo de los dos torneos de la temporada 2013/14 de la primera división venezolana de fútbol.

## Aspectos generales

### Modalidad
El torneo se juega con el formato todos contra todos en una rueda de 17 fechas, en los que participan dieciocho equipos. El campeón será el que sume más puntos durante las 17 fechas. Los campeones de los dos torneos (Apertura y Clausura) se enfrentan en una final a partidos de ida y vuelta para definir al Campeón Nacional quien se lleva el título de liga es decir, la estrella de la temporada. La clasificación a la Copa Libertadores de América corresponde al ganador del Torneo Clausura.

### Información de los equipos
| Club                                     | Ciudad          | Entrenador          | Estadio                      | Capacidad | Indumentaria        | Patrocinador Principal             |
| ---------------------------------------- | --------------- | ------------------- | ---------------------------- | --------- | ------------------- | ---------------------------------- |
| Deportivo Lara                           | Cabudare        | Rafael Dudamel      | Metropolitano de Cabudare    | 45.312    | Lotto               | PDVSA Banco de Venezuela           |
| Aragua Fútbol Club                       | Maracay         | Raúl Cavalleri      | Hermanos Ghersi              | 16.000    | Legea               | Gobierno Bolivariano de Aragua     |
| Atlético Venezuela C.F.                  | Caracas         | José Hernández      | Brígido Iriarte              | 12.500    | Adidas              | PDVSA                              |
| Carabobo Fútbol Club                     | Carabobo        | Jhonny Ferreira     | Polideportivo Misael Delgado | 10.400    | RS21                | Soy consciente Consumo eficiente   |
| Caracas Fútbol Club                      | Caracas         | Eduardo Saragó      | Olímpico de la UCV           | 21.900    | Adidas              | PDVSA Malitin                      |
| C.D. Mineros de Guayana                  | Ciudad Guayana  | Richard Páez        | CTE Cachamay                 | 41.300    | Lotto               | Gobernación de Bolívar             |
| Deportivo Anzoategui S.C.                | Puerto La Cruz  | Juvencio Betancourt | José Antonio Anzoátegui      | 40.000    | Skyros              | Gobierno Bolivariano de Anzoategui |
| Deportivo La Guaira                      | Caracas         | Lenin Bastidas      | Brígido Iriarte              | 12.500    | Joma                | Banco Caroní                       |
| Deportivo Petare Fútbol Club             | Caracas         | Saúl Maldonado      | Olímpico de la UCV           | 21.900    | Puma                | Herbalife                          |
| Deportivo Táchira F.C                    | San Cristóbal   | Daniel Farías       | Pueblo Nuevo                 | 38.755    | Joma                | PDVSA Malitin                      |
| Estudiantes de Mérida F.C                | Mérida          | Manuel Plasencia    | Metropolitano de Mérida      | 42.200    | Academia Sport Wear | Gobierno Socialista de Mérida      |
| Llaneros de Guanare F.C.                 | Guanare         | Miguel Acosta       | Rafael Calles Pinto          | 13.000    | Uhlsport            | Portuguesa Socialista              |
| Tucanes de Amazonas F.C.                 | Puerto Ayacucho | Horacio Matuszyczk  | Antonio José de Sucre        | 10.000    | Forte               | Gobernación de Amazonas            |
| Trujillanos Fútbol Club                  | Valera          | Pedro Vera          | José Alberto Pérez           | 14.000    | Kiukak              | PDVSA                              |
| Atlético El Vigía                        | El Vigía        | Ramón Hernández     | Ramón Hernández              | 12.765    | Runic               | PDVSA                              |
| Yaracuyanos Fútbol Club                  | San Felipe      | Gustavo Romanello   | Florentino Oropeza           | 11.000    | Forte               | Sin patrocinador                   |
| Zamora Fútbol Club                       | Barinas         | Noel Sanvicente     | Agustín Tovar                | 28.500    | Nike                | Banco de Venezuela                 |
| Zulia Fútbol Club                        | Maracaibo       | Carlos García       | José Encarnación Romero      | 42.000    | Runic               | Gobierno Bolivariano del Zulia     |
| Datos actualizados el 9 de enero de 2014 |                 |                     |                              |           |                     |                                    |

## Estadios
| Estadio Metropolitano de Cabudare                                                                       |                                                                                              | |
| Estadio Metropolitano de Cabudare Ciudad: Cabudare Capacidad: 46,000 Club: Deportivo Lara               | Estadio José Encarnación Romero Ciudad: Maracaibo Capacidad: 45,000 Club: Zulia              | Polideportivo de Pueblo Nuevo Ciudad: San Cristóbal Capacidad: 42,500 Club: Deportivo Táchira       |
| |                                                                                              | |
| Estadio Metropolitano de Mérida Ciudad: Mérida Capacidad: 42,200 Club: Estudiantes de Mérida            | Estadio Cachamay Ciudad: Ciudad Guayana Capacidad: 41,300 Club: Mineros de Guayana           | Estadio José Antonio Anzoátegui Ciudad: Puerto La Cruz Capacidad: 41,000 Club: Deportivo Anzoátegui |
| |                                                                                              | |
| Estadio Agustín Tovar Ciudad: Barinas Capacidad: 27,500 Club: Zamora                                    | Estadio Olímpico de la UCV Ciudad: Caracas Capacidad: 24,900 Club: Caracas, Deportivo Petare | Estadio José Alberto Pérez Ciudad: Valera Capacidad: 24,000 Club: Trujillanos                       |
| |                                                                                              | |
| Hermanos Ghersi Ciudad: Maracay Capacidad: 16,000 Club: Aragua                                          | Rafael Calles Pinto Ciudad: Guanare Capacidad 13,000 Club: Llaneros de Guanare F.C.          | Estadio Ramón Hernández Ciudad: El Vigía Capacidad: 12,765 Club: Atlético El Vigía                  |
| |                                                                                              | |
| Estadio Florentino Oropeza Ciudad: San Felipe Capacidad: 11,000 Club: Yaracuyanos                       | Polideportivo Misael Delgado Ciudad: Valencia Capacidad: 10,500 Club: Carabobo               | Antonio José de Sucre Ciudad: Puerto Ayacucho Capacidad: 10,200 Club: Tucanes de Amazonas F.C.      |
| |                                                                                              | |
| Estadio Brígido Iriarte Ciudad: Caracas Capacidad: 10,000 Club: Atlético Venezuela, Deportivo La Guaira |                                                                                              | |

## Clasificación
|                                            |     | Equipos de fútbol     |  | PJ | G  | E | P  | GF | GC | Dif | Pts |
| ------------------------------------------ | --- | --------------------- |  | -- | -- | - | -- | -- | -- | --- | --- |
|                                            | 1.  | Zamora F. C.          |  | 17 | 12 | 3 | 2  | 45 | 20 | 25  | 39  |
|                                            | 2.  | Mineros de Guayana    |  | 17 | 11 | 4 | 2  | 28 | 12 | 16  | 37  |
|                                            | 3.  | Deportivo Táchira     |  | 17 | 11 | 4 | 2  | 32 | 20 | 12  | 37  |
|                                            | 4.  | Trujillanos F. C      |  | 17 | 10 | 3 | 4  | 29 | 15 | 14  | 33  |
|                                            | 5.  | Tucanes de Amazonas   |  | 17 | 9  | 6 | 2  | 23 | 14 | 9   | 33  |
|                                            | 6.  | Deportivo Anzoátegui  |  | 17 | 7  | 6 | 4  | 25 | 17 | 8   | 27  |
|                                            | 7.  | Caracas F. C          |  | 17 | 6  | 9 | 2  | 25 | 18 | 7   | 27  |
|                                            | 8.  | Deportivo Lara        |  | 17 | 5  | 9 | 3  | 25 | 17 | 8   | 24  |
|                                            | 9.  | Aragua F. C.          |  | 17 | 6  | 5 | 6  | 13 | 14 | -1  | 23  |
|                                            | 10. | Deportivo La Guaira   |  | 17 | 6  | 5 | 6  | 15 | 18 | -3  | 23  |
|                                            | 11. | Atlético Venezuela    |  | 17 | 5  | 7 | 5  | 14 | 20 | -6  | 22  |
|                                            | 12. | Carabobo FC           |  | 17 | 5  | 4 | 8  | 17 | 22 | -5  | 19  |
|                                            | 13. | Deportivo Petare      |  | 17 | 4  | 5 | 8  | 14 | 20 | -6  | 17  |
|                                            | 14. | Zulia FC              |  | 17 | 4  | 3 | 10 | 22 | 31 | -9  | 15  |
|                                            | 15. | Llaneros FC           |  | 17 | 3  | 3 | 11 | 16 | 31 | -15 | 12  |
|                                            | 16. | Yaracuyanos FC        |  | 17 | 2  | 4 | 11 | 14 | 30 | -16 | 10  |
|                                            | 17. | Estudiantes de Mérida |  | 17 | 1  | 6 | 10 | 16 | 32 | -16 | 9   |
|                                            | 18. | Atlético El Vigía     |  | 17 | 3  | 0 | 14 | 14 | 36 | -22 | 9   |
| Datos actualizados al: 12 de mayo de 2014. |     |                       |  |    |    |   |    |    |    |     |     |

Pts = Puntos; PJ = Partidos jugados; G = Partidos ganados; E = Partidos empatados; P = Partidos perdidos; GF = Goles anotados; GC = Goles recibidos; Dif = Diferencia de goles
|  | Clasificado a la fase de grupos de la Copa Libertadores 2015 por haber salido campeón del Torneo Clausura. |

### Evolución de la clasificación
| Equipo / Jornada      | 1  | 2  | 3  | 4  | 5  | 6  | 7  | 8  | 9  | 10 | 11 | 12 | 13 | 14 | 15 | 16 | 17 |
| --------------------- | -- | -- | -- | -- | -- | -- | -- | -- | -- | -- | -- | -- | -- | -- | -- | -- | -- |
| Zamora F. C.          | 11 | 7  | 5  | 1  | 1  | 1  | 2  | 1  | 1  | 1  | 2  | 4  | 1  | 2  | 1  | 1  | 1  |
| Mineros de Guayana    | 3  | 9  | 9  | 7  | 5  | 5  | 6  | 3  | 6  | 3  | 3  | 2  | 3  | 3  | 3  | 2  | 2  |
| Deportivo Táchira     | 6  | 2  | 2  | 2  | 2  | 2  | 4  | 6  | 8  | 7  | 8  | 8  | 8  | 6  | 5  | 3  | 3  |
| Trujillanos F. C.     | 9  | 8  | 4  | 6  | 2  | 6  | 8  | 7  | 5  | 2  | 1  | 1  | 2  | 1  | 2  | 3  | 4  |
| Tucanes de Amazonas   | 1  | 1  | 1  | 3  | 4  | 4  | 3  | 4  | 3  | 5  | 5  | 3  | 4  | 4  | 4  | 5  | 5  |
| Deportivo Anzoátegui  | 7  | 6  | 12 | 12 | 9  | 8  | 9  | 8  | 7  | 8  | 7  | 7  | 7  | 8  | 7  | 6  | 6  |
| Caracas F. C.         | 10 | 5  | 8  | 9  | 8  | 3  | 1  | 2  | 2  | 4  | 4  | 5  | 5  | 5  | 6  | 7  | 7  |
| A.C. D. Lara          | 2  | 4  | 3  | 5  | 6  | 9  | 5  | 5  | 4  | 6  | 6  | 6  | 6  | 7  | 8  | 8  | 8  |
| Aragua F. C.          | 4  | 3  | 6  | 4  | 7  | 10 | 11 | 11 | 12 | 12 | 12 | 11 | 11 | 11 | 10 | 9  | 9  |
| Deportivo La Guaira   | 14 | 10 | 10 | 11 | 12 | 12 | 13 | 12 | 13 | 13 | 13 | 13 | 13 | 13 | 11 | 10 | 10 |
| Atlético Venezuela    | 18 | 12 | 7  | 8  | 11 | 11 | 10 | 10 | 10 | 11 | 10 | 9  | 9  | 9  | 9  | 11 | 11 |
| Carabobo FC           | 5  | 11 | 11 | 10 | 10 | 7  | 7  | 9  | 9  | 10 | 9  | 10 | 10 | 10 | 12 | 12 | 12 |
| Deportivo Petare      | 12 | 14 | 16 | 14 | 14 | 13 | 14 | 14 | 14 | 14 | 15 | 15 | 14 | 14 | 14 | 14 | 13 |
| Zulia F. C.           | 16 | 17 | 13 | 13 | 13 | 14 | 12 | 13 | 11 | 9  | 11 | 12 | 12 | 12 | 13 | 13 | 14 |
| Llaneros de Guanare   | 13 | 15 | 17 | 18 | 16 | 16 | 15 | 16 | 17 | 15 | 14 | 14 | 15 | 15 | 15 | 15 | 15 |
| Yaracuyanos F. C.     | 8  | 13 | 14 | 15 | 15 | 15 | 16 | 15 | 15 | 16 | 16 | 17 | 17 | 17 | 16 | 16 | 16 |
| Estudiantes de Mérida | 15 | 16 | 15 | 16 | 17 | 17 | 18 | 18 | 18 | 18 | 18 | 18 | 16 | 16 | 17 | 17 | 17 |
| Atlético El Vigía     | 17 | 18 | 18 | 17 | 18 | 18 | 17 | 17 | 16 | 17 | 17 | 16 | 18 | 18 | 18 | 18 | 18 |

## Resultados
Calendario sujeto a cambios
| Tucanes de Amazonas   | 4:0 | Atlético Venezuela   | Antonio José de Sucre      | 11 de enero | 3:00 p. m. | --           | 4250             |
| Yaracuyanos FC        | 1:1 | Zamora FC            | Florentino Oropeza         | 12 de enero | 3:00 p. m. | --           | 1683             |
| Deportivo Lara        | 4:0 | Atlético El Vigía    | Metropolitano de Cabudare  | 12 de enero | 5:00 p. m. | --           | A puerta cerrada |
| Deportivo La Guaira   | 0:1 | Deportivo Táchira    | Brígido Iriarte            | 12 de enero | 4:00 p. m. | DirecTV      | 1379             |
| Estudiantes de Mérida | 0:2 | Aragua FC            | Metropolitano de Mérida    | 12 de enero | 4:00 p. m. | TeleAragua   | 1150             |
| Mineros de Guayana    | 2:0 | Zulia FC             | CTE Cachamay               | 12 de enero | 4:00 p. m. | DirecTV/TVes | 4929             |
| Trujillanos FC        | 1:1 | Caracas FC           | Estadio José Alberto Pérez | 12 de enero | 4:00 p. m. | Meridiano TV | 4400             |
| Llaneros de Guanare   | 0:1 | Carabobo FC          | Rafael Calles Pinto        | 12 de enero | 4:00 p. m. | --           | 3150             |
| Deportivo Petare      | 0:1 | Deportivo Anzoátegui | Olímpico de la UCV         | 15 de enero | 3:30 p. m. | --           | 500              |

| Aragua FC            | 1:0 | Mineros de Guayana    | Hermanos Ghersi         | 18 de enero | 7:00 p. m. | TeleAragua   | 1865  |
| Atlético El Vigía    | 0:1 | Tucanes de Amazonas   | Ramón Hernández         | 19 de enero | 3:00 p. m. | --           | 1176  |
| Deportivo Anzoategui | 2:2 | Deportivo Lara        | José Antonio Anzoategui | 19 de enero | 5:00 p. m. | Meridiano TV | 1220  |
| Zamora FC            | 2:1 | Deportivo Petare      | Agustín Tovar           | 19 de enero | 6:00 p. m. | DirecTV      | 6229  |
| Deportivo Táchira    | 4:2 | Yaracuyanos FC        | Pueblo Nuevo            | 19 de enero | 5:00 p. m. | TVes         | 22571 |
| Carabobo FC          | 0:1 | Atlético Venezuela    | Misael Delgado          | 19 de enero | 3:30 p. m. | DirecTV      | 5590  |
| Caracas FC           | 2:1 | Llaneros de Guanare   | Olímpico de la UCV      | 19 de enero | 3:30 p. m. | --           | 7174  |
| Zulia FC             | 0:1 | Trujillanos FC        | José Encarnación Romero | 19 de enero | 3:30 p. m. | --           | 820   |
| Deportivo La Guaira  | 2:1 | Estudiantes de Mérida | Brígido Iriarte         | 19 de enero | 4:00 p. m. | --           | 972   |

| Carabobo FC           | 2:2 | Caracas FC           | Misael Delgado            | 25 de enero | 3:30 p. m. | DirecTV/TVes | 7589 |
| Deportivo Petare      | 1:2 | Deportivo Táchira    | Olímpico de la UCV        | 26 de enero | 4:00 p. m. | DirecTV      | 1350 |
| Deportivo Lara        | 1:0 | Zamora FC            | Metropolitano de Cabudare | 26 de enero | 5:00 p. m. | --           | 6561 |
| Tucanes de Amazonas   | 2:0 | Deportivo Anzoategui | Antonio José de Sucre     | 26 de enero | 3:00 p. m. | --           | 8150 |
| Atlético Venezuela    | 2:1 | Atlético El Vigía    | Brígido Iriarte           | 26 de enero | 4:00 p. m. | Meridiano TV | 857  |
| Estudiantes de Mérida | 1:1 | Yaracuyanos FC       | Metropolitano de Mérida   | 26 de enero | 4:00 p. m. | --           | 900  |
| Mineros de Guayana    | 1:1 | Deportivo La Guaira  | CTE Cachamay              | 26 de enero | 4:00 p. m. | --           | 5427 |
| Trujillanos FC        | 2:0 | Aragua FC            | José Alberto Pérez        | 26 de enero | 4:00 p. m. | --           | 5230 |
| Llaneros de Guanare   | 0:1 | Zulia FC             | Rafael Calles Pinto       | 26 de enero | 4:00 p. m. | --           | 3323 |

| Deportivo Anzoategui  | 1:1 | Atlético Venezuela  | José Antonio Anzoategui | 1 de febrero  | 5:00 p. m. | DirecTV/TVes | 1031  |
| Aragua FC             | 3:0 | Llaneros de Guanare | Hermanos Ghersi         | 1 de febrero  | 7:00 p. m. | TeleAragua   | 1358  |
| Zamora FC             | 3:1 | Tucanes de Amazonas | Agustín Tovar           | 2 de febrero  | 6:00 p. m. | --           | 5561  |
| Deportivo Táchira     | 0:0 | Deportivo Lara      | Pueblo Nuevo            | 2 de febrero  | 5:00 p. m. | Meridiano TV | 29627 |
| Yaracuyanos FC        | 2:4 | Deportivo Petare    | Florentino Oropeza      | 2 de febrero  | 3:00 p. m. | --           | 1550  |
| Zulia FC              | 1:1 | Carabobo FC         | José Encarnación Romero | 2 de febrero  | 3:30 p. m. | --           | 556   |
| Deportivo La Guaira   | 0:0 | Trujillanos FC      | Brígido Iriarte         | 2 de febrero  | 4:00 p. m. | --           | 719   |
| Estudiantes de Mérida | 0:2 | Mineros de Guayana  | Metropolitano de Mérida | 2 de febrero  | 4:00 p. m. | --           | 1400  |
| Caracas FC            | 2:0 | Atlético El Vigía   | Olímpico de la UCV      | 11 de febrero | 7:30 p. m. | DirecTV      | 4644  |

| Atlético El Vigía   | 0:2 | Deportivo Anzoátegui  | Ramón Hernández           | 6 de febrero  | 3:00 p. m. | --           | 464              |
| Atlético Venezuela  | 1:2 | Zamora FC             | Brígido Iriarte           | 7 de febrero  | 4:00 p. m. | TVES         | 784              |
| Deportivo Lara      | 1:1 | Yaracuyanos FC        | Metropolitano de Cabudare | 9 de febrero  | 4:00 p. m. | DirecTV/TVes | 5477             |
| Tucanes de Amazonas | 1:1 | Deportivo Táchira     | Antonio José de Sucre     | 9 de febrero  | 3:00 p. m. | --           | 14152            |
| Mineros de Guayana  | 2:1 | Deportivo Petare      | CTE Cachamay              | 9 de febrero  | 4:00 p. m. | --           | 5956             |
| Trujillanos FC      | 4:1 | Estudiantes de Mérida | José Alberto Pérez        | 9 de febrero  | 4:00 p. m. | --           | 3467             |
| Llaneros de Guanare | 1:1 | Deportivo La Guaira   | Rafael Calles Pinto       | 9 de febrero  | 4:00 p. m. | --           | 3499             |
| Carabobo FC         | 1:0 | Aragua FC             | Misael Delgado            | 9 de febrero  | 3:30 p. m. | Meridiano TV | 5835             |
| Caracas FC          | 1:0 | Zulia FC              | Olímpico de la UCV        | 19 de febrero | 7:30 p. m. | DirecTV      | A puerta cerrada |

| Aragua FC             | 2:3 | Caracas FC           | Hermanos Ghersi         | 15 de febrero | 7:00 p. m. | DirecTV      | 3333             |
| Zamora FC             | 4:0 | Atlético El Vigía    | Agustín Tovar           | 15 de febrero | 7:30 p. m. | --           | 3428             |
| Deportivo Táchira     | 4:1 | Atlético Venezuela   | Pueblo Nuevo            | 16 de febrero | 5:00 p. m. | TVES         | A puerta cerrada |
| Yaracuyanos FC        | 0:2 | Tucanes de Amazonas  | Florentino Oropeza      | 16 de febrero | 3:00 p. m. | --           | 1721             |
| Deportivo Petare      | 0:0 | Deportivo Lara       | Olímpico de la UCV      | 16 de febrero | 4:00 p. m. | Meridiano TV | 235              |
| Zulia FC              | 2:3 | Deportivo Anzoátegui | José Encarnación Romero | 16 de febrero | 3:30 p. m. | --           | 405              |
| Deportivo La Guaira   | 0:2 | Carabobo FC          | Brígido Iriarte         | 16 de febrero | 4:00 p. m. | --           | 814              |
| Mineros de Guayana    | 1:0 | Trujillanos FC       | CTE Cachamay            | 16 de febrero | 4:00 p. m. | --           | 5612             |
| Estudiantes de Mérida | 3:3 | Llaneros de Guanare  | Metropolitano de Mérida | 18 de febrero | 6:00 p. m. | --           | 280              |

| Tucanes de Amazonas  | 1:1 | Deportivo Petare      | Antonio José de Sucre   | 23 de febrero | 3:00 p. m. | --      | 7420 |
| Atlético Venezuela   | 2:1 | Yaracuyanos FC        | Brígido Iriarte         | 23 de febrero | 4:00 p. m. | --      | 393  |
| Trujillanos FC       | 1:4 | Deportivo Lara        | José Alberto Pérez      | 23 de febrero | 4:00 p. m. | --      | 2040 |
| Llaneros de Guanare  | 3:0 | Mineros de Guayana    | Rafael Calles Pinto     | 23 de febrero | 4:00 p. m. | --      | 1831 |
| Caracas FC           | 4:1 | Deportivo La Guaira   | Olímpico de la UCV      | 23 de febrero | 5:00 p. m. | TVES    | 4449 |
| Zulia FC             | 3:0 | Aragua FC             | José Encarnación Romero | 23 de febrero | 3:30 p. m. | --      | 77   |
| Deportivo Anzoátegui | 1:1 | Zamora FC             | José Antonio Anzoátegui | 16 de abril   | 7:00 p. m. | DirecTV | 1087 |
| Carabobo FC          | 1:0 | Estudiantes de Mérida | Misael Delgado          | 7 de mayo     | 7:30 p. m. | --      | 772  |
| Atlético El Vigía    | 2:3 | Deportivo Táchira     | Ramón Hernández         | 8 de mayo     | 3:00 p. m. | --      | 217  |

| Yaracuyanos FC        | 1:0 | Atlético El Vigía    | Florentino Oropeza        | 2 de marzo  | 3:00 p. m. | --           | 825  |
| Deportivo Petare      | 1:1 | Atlético Venezuela   | Olímpico de la UCV        | 2 de marzo  | 3:00 p. m. | DirecTV      | 100  |
| Deportivo Lara        | 1:1 | Tucanes de Amazonas  | Metropolitano de Cabudare | 2 de marzo  | 4:00 p. m. | DirecTV/TVES | 3763 |
| Zamora FC             | 2:0 | Aragua FC            | Agustín Tovar             | 2 de marzo  | 6:00 p. m. | --           | 3260 |
| Deportivo La Guaira   | 2:0 | Zulia FC             | Brígido Iriarte           | 2 de marzo  | 4:00 p. m. | --           | 641  |
| Mineros de Guayana    | 1:0 | Carabobo FC          | CTE Cachamay              | 2 de marzo  | 4:00 p. m. | --           | 4918 |
| Trujillanos FC        | 3:1 | Llaneros de Guanare  | José Alberto Pérez        | 2 de marzo  | 4:00 p. m. | --           | 1699 |
| Estudiantes de Mérida | 1:1 | Caracas FC           | Guillermo Soto Rosa       | 2 de abril  | 3:30 p. m. | --           | 2852 |
| Deportivo Táchira     | 2:1 | Deportivo Anzoategui | Pueblo Nuevo              | 20 de abril | 4:00 p. m. | --           | 4053 |

| Deportivo Anzoátegui | 1:0 | Yaracuyanos FC        | José Antonio Anzoátegui | 7 de marzo | 7:00 p. m. | --           | 617  |
| Aragua FC            | 0:0 | Deportivo La Guaira   | Hermanos Ghersi         | 8 de marzo | 7:00 p. m. | DirecTV      | 1042 |
| Zamora FC            | 3:0 | Deportivo Táchira     | Agustín Tovar           | 8 de marzo | 7:00 p. m. | Meridiano TV | 8013 |
| Atlético Venezuela   | 1:3 | Deportivo Lara        | Brígido Iriarte         | 9 de marzo | 4:00 p. m. | --           | 825  |
| Atlético El Vigía    | 2:0 | Deportivo Petare      | Ramón Hernández         | 9 de marzo | 3:00 p. m. | --           | 985  |
| Tucanes de Amazonas  | 1:0 | Llaneros de Guanare   | Antonio José de Sucre   | 9 de marzo | 3:00 p. m. | --           | 6408 |
| Carabobo FC          | 0:1 | Trujillanos FC        | Misael Delgado          | 9 de marzo | 3:30 p. m. | DirecTV      | 1933 |
| Caracas FC           | 0:0 | Mineros de Guayana    | Olímpico de la UCV      | 9 de marzo | 4:00 p. m. | DirecTV/TVES | 6474 |
| Zulia FC             | 4:3 | Estudiantes de Mérida | José Encarnación Romero | 9 de marzo | 3:30 p. m. | --           | 168  |

| Zulia FC              | 2:1 | Atlético El Vigía    | José Encarnación Romero | 16 de marzo | 3:30 p. m. | --           | 226  |
| Caracas FC            | 0:0 | Atlético Venezuela   | Olímpico de la UCV      | 16 de marzo | 5:00 p. m. | DirecTV      | 5888 |
| Carabobo FC           | 0:0 | Tucanes de Amazonas  | Misael Delgado          | 16 de marzo | 3:30 p. m. | Meridiano TV | 2314 |
| Llaneros de Guanare   | 0:0 | Deportivo Lara       | Rafael Calles Pinto     | 16 de marzo | 3:30 p. m. | --           | 3221 |
| Trujillanos FC        | 1:0 | Deportivo Petare     | José Alberto Pérez      | 16 de marzo | 4:00 p. m. | --           | 3628 |
| Mineros de Guayana    | 1:0 | Yaracuyanos FC       | CTE Cachamay            | 16 de marzo | 4:00 p. m. | --           | 4635 |
| Estudiantes de Mérida | 1:1 | Deportivo Táchira    | Guillermo Soto Rosa     | 16 de marzo | 3:30 p. m. | --           | 2500 |
| Deportivo La Guaira   | 0:3 | Zamora FC            | Brígido Iriarte         | 20 de abril | 4:00 p. m. | --           | 801  |
| Aragua FC             | 1:0 | Deportivo Anzoátegui | Hermanos Ghersi         | 30 de abril | 7:00 p. m. | --           | 1441 |

| Zamora FC            | 4:2 | Estudiantes de Mérida | Agustín Tovar             | 22 de enero | 7:30 p. m. | --           | 4302  |
| Atlético El Vigía    | 0:1 | Aragua FC             | Ramón Hernández           | 23 de marzo | 3:00 p. m. | --           | 715   |
| Atlético Venezuela   | 2:0 | Zulia FC              | Brígido Iriarte           | 23 de marzo | 4:00 p. m. | --           | 675   |
| Tucanes de Amazonas  | 1:1 | Caracas FC            | Antonio José de Sucre     | 23 de marzo | 3:00 p. m. | DirecTV/TVES | 14902 |
| Deportivo Lara       | 2:4 | Carabobo FC           | Metropolitano de Cabudare | 23 de marzo | 4:00 p. m. | Meridiano TV | 3267  |
| Deportivo Anzoátegui | 3:0 | Deportivo La Guaira   | José Antonio Anzoátegui   | 23 de marzo | 5:00 p. m. | --           | 258   |
| Deportivo Petare     | 0:1 | Llaneros de Guanare   | Olímpico de la UCV        | 23 de marzo | 4:00 p. m. | --           | 125   |
| Yaracuyanos FC       | 0:4 | Trujillanos FC        | Florentino Oropeza        | 23 de marzo | 3:00 p. m. | --           | 508   |
| Deportivo Táchira    | 1:1 | Mineros de Guayana    | Rafael Calles Pinto       | 23 de marzo | 6:00 p. m. | --           | 1400  |

| Aragua FC             | 0:0 | Atlético Venezuela   | Hermanos Ghersi         | 29 de marzo | 7:00 p. m. | DirecTV      | 1039  |
| Zulia FC              | 1:2 | Tucanes de Amazonas  | José Encarnación Romero | 30 de marzo | 3:30 p. m. | --           | 359   |
| Caracas FC            | 2:2 | Deportivo Lara       | Olímpico de la UCV      | 30 de marzo | 5:00 p. m. | --           | 6401  |
| Carabobo FC           | 0:1 | Deportivo Petare     | Misael Delgado          | 30 de marzo | 3:30 p. m. | --           | 2843  |
| Deportivo La Guaira   | 2:1 | Atlético El Vigía    | Brígido Iriarte         | 30 de marzo | 4:00 p. m. | --           | 611   |
| Llaneros de Guanare   | 3:1 | Yaracuyanos FC       | Rafael Calles Pinto     | 30 de marzo | 4:00 p. m. | --           | 2514  |
| Trujillanos FC        | 1:0 | Deportivo Táchira    | José Alberto Pérez      | 30 de marzo | 4:00 p. m. | ViVe         | 16358 |
| Mineros de Guayana    | 4:2 | Zamora FC            | CTE Cachamay            | 30 de marzo | 4:00 p. m. | DirecTV/TVES | 14397 |
| Estudiantes de Mérida | 1:1 | Deportivo Anzoátegui | Guillermo Soto Rosa     | 30 de marzo | 3:30 p. m. | --           | 2500  |

| Zamora FC            | 5:2 | Trujillanos FC        | Agustín Tovar                 | 5 de abril | 7:00 p. m. | DirecTV      | 8514 |
| Tucanes de Amazonas  | 0:0 | Aragua FC             | Estadio Antonio José de Sucre | 6 de abril | 3:00 p. m. | --           | 9285 |
| Deportivo Lara       | 3:3 | Zulia FC              | Metropolitano de Cabudare     | 6 de abril | 4:00 p. m. | --           | 3660 |
| Deportivo Petare     | 2:1 | Caracas FC            | Olímpico de la UCV            | 6 de abril | 4:00 p. m. | --           | 1085 |
| Yaracuyanos FC       | 1:1 | Carabobo FC           | Florentino Oropeza            | 6 de abril | 4:00 p. m. | --           | 929  |
| Atlético Venezuela   | 0:0 | Deportivo La Guaira   | Brígido Iriarte               | 6 de abril | 4:00 p. m. | --           | 625  |
| Deportivo Táchira    | 3:1 | Llaneros de Guanare   | Pueblo Nuevo                  | 6 de abril | 3:00 p. m. | --           | 2142 |
| Deportivo Anzoátegui | 0:0 | Mineros de Guayana    | José Antonio Anzoategui       | 6 de abril | 5:00 p. m. | DirecTV/TVES | 2349 |
| Atlético El Vigía    | 0:1 | Estudiantes de Mérida | Ramón Hernández               | 6 de abril | 3:00 p. m. | --           | 2196 |

| Llaneros de Guanare   | 0:2 | Zamora FC            | Rafael Calles Pinto     | 2 de abril  | 7:30 p. m. | --           | 5285 |
| Aragua FC             | 0:0 | Deportivo Lara       | Hermanos Ghersi         | 12 de abril | 7:00 p. m. | --           | 1479 |
| Zulia FC              | 1:1 | Deportivo Petare     | José Encarnación Romero | 13 de abril | 3:30 p. m. | --           | 202  |
| Caracas FC            | 1:0 | Yaracuyanos FC       | Olímpico de la UCV      | 13 de abril | 5:00 p. m. | DirecTV/TVES | 5483 |
| Carabobo FC           | 0:1 | Deportivo Táchira    | Misael Delgado          | 13 de abril | 3:30 p. m. | --           | 7242 |
| Deportivo La Guaira   | 0:1 | Tucanes de Amazonas  | Brígido Iriarte         | 13 de abril | 4:00 p. m. | --           | 624  |
| Trujillanos FC        | 3:1 | Deportivo Anzoátegui | José Alberto Pérez      | 13 de abril | 4:00 p. m. | --           | 5785 |
| Mineros de Guayana    | 4:1 | Atlético El Vigía    | CTE Cachamay            | 13 de abril | 5:00 p. m. | --           | 4768 |
| Estudiantes de Mérida | 0:0 | Atlético Venezuela   | Guillermo Soto Rosa     | 13 de abril | 3:30 p. m. | --           | 1294 |

| Yaracuyanos FC       | 2:0 | Zulia FC              | Florentino Oropeza        | 26 de abril | 7:00 p. m. | --      | 687   |
| Deportivo Petare     | 0:0 | Aragua FC             | Olímpico de la UCV        | 27 de abril | 4:00 p. m. | --      | 425   |
| Deportivo Táchira    | 3:2 | Caracas FC            | Pueblo Nuevo              | 27 de abril | 5:00 p. m. | TVES    | 19860 |
| Zamora FC            | 6:2 | Carabobo FC           | Agustín Tovar             | 27 de abril | 6:00 p. m. | DirecTV | 13828 |
| Deportivo Lara       | 0:1 | Deportivo La Guaira   | Metropolitano de Cabudare | 27 de abril | 5:00 p. m. | --      | 3201  |
| Deportivo Anzoátegui | 6:1 | Llaneros de Guanare   | José Antonio Anzoátegui   | 27 de abril | 5:00 p. m. | --      | 529   |
| Atlético El Vigía    | 0:5 | Trujillanos FC        | Ramón Hernández           | 27 de abril | 3:00 p. m. | --      | 545   |
| Atlético Venezuela   | 1:3 | Mineros de Guayana    | Brígido Iriarte           | 27 de abril | 4:00 p. m. | DirecTV | 1328  |
| Tucanes de Amazonas  | 3:1 | Estudiantes de Mérida | Antonio José de Sucre     | 27 de abril | 3:00 p. m. | --      | 7432  |

| Aragua FC             | 2:1 | Yaracuyanos FC       | Hermanos Ghersi         | 4 de mayo | 3:30 p. m. | --           | 1233 |
| Zulia FC              | 2:4 | Deportivo Táchira    | José Encarnación Romero | 4 de mayo | 3:30 p. m. | --           | 532  |
| Caracas FC            | 2:2 | Zamora FC            | Olímpico de la UCV      | 4 de mayo | 3:30 p. m. | DirecTV/TVES | 8108 |
| Carabobo FC           | 1:2 | Deportivo Anzoátegui | Misael Delgado          | 4 de mayo | 3:30 p. m. | --           | 2192 |
| Deportivo La Guaira   | 3:0 | Deportivo Petare     | Brígido Iriarte         | 4 de mayo | 3:30 p. m. | --           | 603  |
| Llaneros de Guanare   | 1:3 | Atlético El Vigía    | Rafael Calles Pinto     | 4 de mayo | 3:30 p. m. | --           | 1112 |
| Trujillanos FC        | 0:0 | Atlético Venezuela   | José Alberto Pérez      | 4 de mayo | 3:30 p. m. | --           | 3567 |
| Mineros de Guayana    | 5:1 | Tucanes de Amazonas  | CTE Cachamay            | 4 de mayo | 3:30 p. m. | --           | 8223 |
| Estudiantes de Mérida | 0:2 | Deportivo Lara       | Metropolitano de Mérida | 4 de mayo | 3:30 p. m. | --           | 1937 |

| Deportivo Táchira    | 2:1 | Aragua FC             | Pueblo Nuevo              | 11 de mayo | 3:30 p. m. | TeleAragua        | 10637 |
| Zamora FC            | 3:2 | Zulia FC              | Agustín Tovar             | 11 de mayo | 3:30 p. m. | DirecTV/TVES      | 22300 |
| Deportivo Anzoátegui | 0:0 | Caracas FC            | José Antonio Anzoátegui   | 11 de mayo | 3:30 p. m. | --                | 1113  |
| Atlético El Vigía    | 3:1 | Carabobo FC           | Ramón Hernández           | 11 de mayo | 3:30 p. m. | --                | 347   |
| Yaracuyanos FC       | 0:2 | Deportivo La Guaira   | Florentino Oropeza        | 11 de mayo | 3:30 p. m. | --                | 1200  |
| Atlético Venezuela   | 1:0 | Llaneros de Guanare   | Brígido Iriarte           | 11 de mayo | 3:30 p. m. | --                | 382   |
| Tucanes de Amazonas  | 1:0 | Trujillanos FC        | Antonio José de Sucre     | 11 de mayo | 3:30 p. m. | --                | 11239 |
| Deportivo Lara       | 0:1 | Mineros de Guayana    | Metropolitano de Cabudare | 11 de mayo | 3:30 p. m. | Promar TV/Cuna TV | 1644  |
| Deportivo Petare     | 1:0 | Estudiantes de Mérida | Olímpico de la UCV        | 11 de mayo | 3:30 p. m. | --                | 325   |

## Máximos Goleadores
| #   | Jugador        | Equipo         | Goles |
| --- | -------------- | -------------- | ----- |
| 1.º | Juan Falcón    | Zamora FC      | 11    |
| 2.º | Fredys Arrieta | Trujillanos FC | 10    |
| 3.º | Ricardo Clarke | Zamora FC      | 7     |
| 3.º | John Murillo   | Zamora FC      | 7     |
| 5.º | Irwin Anton    | Trujillanos FC | 6     |

- Actualizado el 28 de abril de 2014